# Piston cu membrană
Pistonul cu membrană este un piston care utilizează materiale flexibile pentru a dezvolta tensiuni de acționare mai mari decât pistonul clasic cu tija rigidă.
În construcția sa este folosita o membrană flexibilă care acoperă structura rigidă a pistonului. Aceasta membrană este comprimabilă pentru a permite transmiterea forțelor de tensiune induse prin comprimare.
Înlocuirea elementelor rigide convenționale ale unui piston cu un mecanism care utilizează structuri flexibile comprimabile în interiorul unei membrane fabricate din materiale moi, are ca rezultat o creștere a forței de acționare, eliminarea fricțiunii iar în domeniul presiunilor joase este asigurată o eficiență mai mare din punct de vedere energetic.

## Referinte
1. ↑  Li, Shuguang; Vogt, Daniel M.; Bartlett, Nicholas W.; Rus, Daniela; Wood, Robert J. „Tension Pistons: Amplifying Piston Force Using Fluid-Induced Tension in Flexible Materials”. Advanced Functional Materials (în engleză). 0 (0): 1901419. doi:10.1002/adfm.201901419. ISSN 1616-3028.
2. ↑  „Pistons are muscling up”.
3. ↑  „Soft flexible piston materials”.